# Pumacahua (Metro de Lima y Callao)
Pumacahua es la tercera estación de la línea 1 del Metro de Lima y Callao. Está ubicada en la intersección de la avenida La Unión, y las calles Pedro Ruiz Gallo y Capitán Elías Aguirre, en el distrito de Villa María del Triunfo. La estación se encuentra a nivel de superficie. Su entorno es residencial.

## Historia
La estación fue construida entre 1998 y 1999, como parte del primer tramo durante el primer gobierno de Alberto Fujimori y por recomendación del Estudio complementario de la Red del Metro de Lima, elaborado por la AATE con empresas de ingeniería de Perú, Francia y México. Terminada su construcción y equipamiento electromecánico, la estación estuvo inoperativa hasta el verano del 2003, cuando se abrió para el público por su parcial operación comercial cuando fue administrada por la Municipalidad de Lima. Con el reinicio de las obras la estación fue remodelada y entró en operación el 11 de julio de 2011, durante el segundo gobierno de Alan García Pérez.

## Accesos
El ingreso a la estación es a través de un puente peatonal que conecta ambos lados de la avenida La Unión, cuenta además con ascensores para uso exclusivo de personas con movilidad reducida. Tanto la plataforma norte como sur están conectadas internamente. 